# North Atlantic Drilling
North Atlantic Drilling (NYSE: NADL) — норвежская буровая компания, зарегистрированная на Бермудах. Специализируется на бурении в суровых климатических условиях. Флот компании состоит из девяти буровых установок: пяти полупогружных нефтяных буровых платформ, трёх самоподъемных плавучих буровых установок и одного бурового судна. Образована в 2011 году из подразделений компании Seadrill. Акции компании принадлежат Seadrill и «Роснефти». Занимается бурением на шельфе на севере Атлантического океана, в субарктическом поясе и в Арктике, в том числе в северных и дальневосточных районах России. Акции компании обращаются на Нью-Йоркской фондовой бирже и Фондовой бирже Осло (OSE), её капитализация составляет около $2,3 млрд.
24 мая 2014 года в рамках Петербургского международного экономического форума «Роснефть» заключила с компаниями NADL и Seadrill соглашение о стратегическом партнерстве до 2022 года. 
30 июля 2014 года «Роснефть» заключила с компанией долгосрочные соглашения по бурению на шельфе. «Роснефть» взяла в аренду шесть буровых установок компании.
Компании принадлежит платформа West Alpha, которая 8 августа 2014 года начала бурение скважины «Университетская-1» в Карском море в рамках проекта «Роснефти» и ExxonMobil.